# Pedro Talledo
Pedro Talledo Nizamade (* Monte Castillo, 1965 -  ) es un sacerdote católico peruano, vicario general de Tumbes desde el año 2005.

## Biografía
Nació en la localidad de Monte Castillo de Piura, el 18 de enero de 1965. Es hijo de los agricultores Maximino Talledo Dioses y Francisca Nizama Imán. Realizó sus estudios escolares primarios en Tacural y Catacaos; y los secundarios en el Colegio No. 002 de Tumbes y luego en el Colegio San Miguel de Piura. Al culminar sus estudios escolares estuvo sirviendo en la Compañía de Comunicaciones en el Cuartel Coloma (1982-1984) para luego trabajar en Tumbes.
Siguiendo su vocación religiosa ingresó en el Seminario Mayor San Juan María Vianney de Piura, en 1987. Fue ordenado sacerdote por el Arzobispo Oscar Cantuarias en la ciudad de Catacaos, el 25 de agosto de 1997.
Desde su ordenación sacerdotal ha ejercido su ministerio en diversas parroquias: Parroquia de Nuestra Señora del Tránsito de Castilla - en simultáneo con la de San Joaquín y Santa Ana de La Huaca- (1996-2000); vicario parroquial de San Pedro y San Pablo de los Algarrobos (2001), Parroquia Nuestra Señora de Guadalupe (2001-2004), Capilla del Hospital Regional de Piura (2002-204), Parroquia San Nicolás de Tolentino de Tumbes (2005-).
Ha ejercido la docencia en el Seminario San Juan María Vianney de Piura. Fue vicario foráneo de Piura (2001-2004) luego de lo cual fue nombrado secretario general de Cáritas de Tumbes.
En el 2005 fue nombrado vicario general de Tumbes.